# Žiar (district de Liptovský Mikuláš)
Pour les articles homonymes, voir Žiar.
Žiar (hongrois : Zsár) est un village de Slovaquie situé dans la région de Žilina.

## Histoire
La première mention écrite du village date de 1349.

## Démographie

### Évolution de la population
| Année:               | 1994. | 2004.   | 2014.   | 2024.   |
| -------------------- | ----- | ------- | ------- | ------- |
| Nombre de personnes: | 420   | 417     | 444     | 483     |
| Différence:          |       | -0,71 % | +6,47 % | +8,78 % |

| Année:               | 2023. | 2024.   |
| -------------------- | ----- | ------- |
| Nombre de personnes: | 476   | 483     |
| Différence:          |       | +1,47 % |